# The Clay Minerals Society
Vous pouvez aider à l'améliorer ou bien discuter des problèmes sur sa page de discussion.
- Son texte doit être wikifié : il ne correspond pas à la mise en forme Wikipédia (style, typographie, liens internes, liens entre les wikis, etc.). (Marqué depuis janvier 2022)
- Certaines informations de ses informations et de l'encadré à droite divergent. Date de création Si vous connaissez la ou les informations exactes, vous pouvez apporter des corrections dans le texte ou sur Wikidata. (Marqué depuis janvier 2022)
- Il est à actualiser. Certains passages sont obsolètes ou annoncent des événements désormais passés. (Marqué depuis janvier 2022)

La Clay Minerals Society (initialement nommée Clay Minerals Committee) est une organisation internationale basée aux États-Unis, à but non lucratif et vouée à l'étude des argiles et minéraux argileux.

## Histoire
La société fut créée en 1952 sous le nom de Clay Minerals Committee, un comité de l'Académie nationale des sciences, pour répondre à la nécessité de conférences dédiées aux argiles. En 1962, le Clay Minerals Committee, suffisamment important pour devenir autonome, devient la Clay Minerals Society. 
De 1952 à 1964, les comptes-rendus (Proceedings) des conférences annuelles sont publiés. Le journal Clays and Clay Minerals est publié pour la première fois en 1964. La première réunion annuelle de le Clay Minerals Society a lieu la même année.

## Objectif
Le but principal de la Société est de stimuler la recherche et la diffusion des informations relatives aux différents aspects scientifiques et technologiques de l'argile. Par le biais de ses conférences et publications, la Société offre la possibilité de suivre les avancées scientifiques du domaine et facilite les rencontres entre scientifiques. Les principales activités de la Société sont:
- la publication bimensuelle de la revue Clays and Clay Minerals[3],
- l'organisation d'une conférence annuelle, de workshops et de sorties de terrain,
- des bourses de recherche étudiantes,
- la publication des résumés de workshops, jeux de diapositives, des publications spéciales,
- la mise à disposition d'argiles à des fins de recherche par le biais de leur base d'échantillons (le « Source Clays Repository »)[4],
- la publication du bulletin de la société dans le bimensuel Éléments[5].

Divers comités au sein de la Société traitent également de questions telles que les problèmes de réglementations, les relations internationales, et la nomenclature.

## Récompenses
Les prix décernés par la Société comprennent: Distinguished Member (Membre Éminent), le George W. Brindley Lecture, le Pioneers in Clay Science Lecture, et le Marion L. and Chrystie M. Jackson Mid-Career Clay Scientist Award. Des prix sont également offerts pour les travaux d'étudiants (posters et publications) lors de la conférence annuelle. Des bourses de recherches étudiantes représentant au moins 10 000 $ par an sont également attribuées.

## Adhésion
Les membres de la société sont généralement des minéralogistes, des cristallographes, des physiciens, des chimistes, des géochimistes, des scientifiques des sols, des agronomes, des scientifiques de la céramique, des ingénieurs civils, des géologues pétroliers, des scientifiques de l'industrie. La Société compte environ 700 membres, dont la moitié non-originaires des États-unis.

## Imagerie de l'Argile
En collaboration avec le MinSoc's Clay Minerals Group, La Clay Minerals Society vise à créer une grande collection de micrographies de minéraux argileux. Ces images sont disponibles gratuitement pour tous les organismes à but non-lucratif et autres usages pédagogiques.